# Lista de episódios de Ore Monogatari!!
Esta é a lista de episódios do anime Ore Monogatari!!. 

## Episódios
| # | Título                                                             | Exibição original    |
| --- | ------------------------------------------------------------------ | -------------------- |
| 01 | "A Minha História" "Ore no Monogatari" (俺のものがたり)            | 8 de abril de 2015   |
| Takeo Gōda é um garoto alto e musculoso que, apesar de ser admirado por seus amigos, tem pouca sorte com a sua vida amorosa. Isso porque todas as garotas por quem ele se apaixona acabam se atraindo por seu melhor amigo, Makoto "Suna" Sunakawa, que rejeita todas as declarações que recebe. Pouco depois de entrar no colegial, Takeo salva uma garota chamada Rinko Yamato de um tarado do trem e os estudantes são levados para a delegacia. Rinko, grata por ter sido salva, interessa-se por Takeo e se oferece para assar doces a ele. Nesse instante, Takeo conclui que ela está apaixonada por Makoto.                                     |                                                                    |                      |
| 02 | "O Meu Romance" "Ore no Koi" (俺の恋)                              | 15 de abril de 2015  |
| Takeo tenta descobrir o mistério por trás de Makoto, que raramente mostra interesse em garotas, apesar de ser popular com elas. Quando os dois se encontram com Rinko de novo, Takeo, convencido de que ela está apaixonada por Makoto, conta a ela os momentos em que ele o ajudou. Depois de trocar o número de celular com Rinko, uma construção desaba sobre ela, forçando Takeo a entrar em sua frente para protegê-la. Apesar de Takeo pedir para que Rinko e Makoto se afastassem, eles também seguram a construção até a ajuda chegar. Depois, Rinko pergunta se pode se encontrar a sós com Takeo e ele acha que ela quer conselhos amorosos. |                                                                    |                      |
| 03 | "O Meu Ogro Azulado" "Ore no Ao Oni" (俺の青鬼)                    | 22 de abril de 2015  |
| Quando Rinko se encontra com Takeo, ela fica chateada quando ele começa a falar sobre Makoto. Quando Takeo vai para casa em busca de conselhos, Makoto claramente diz que Rinko está apaixonada por ele e que ele está cometendo um mal entendido. Makoto também esclarece que rejeitou todas as garotas que se confessaram a ele porque elas insultavam Takeo pelas costas. Rinko chega a casa de Makoto e Takeo se esconde de baixo de sua cama, e Rinko claramente confessa seus sentimentos por Takeo. Após ele entender o que estava acontecendo, ele se confessa pessoalmente a ela e eles começam a namorar.                                    |                                                                    |                      |
| 04 | "O Meu Namorado" "Uchi no Kareshi" (うちの彼氏)                    | 29 de abril de 2015  |
| |                                                                    |                      |
| 05 | "A Minha Dureza" "Ore wa Nibui" (俺はニブイ)                       | 6 de maio de 2015    |
| |                                                                    |                      |
| 06 | "O Meu Desejo" "Ore no Negai" (俺のねがい)                         | 13 de maio de 2015   |
| |                                                                    |                      |
| 07 | "A Minha Força" "Ore no Tsuyosa" (俺の強さ)                        | 20 de maio de 2015   |
| |                                                                    |                      |
| 08 | "O Meu Amigo" "Ore no Tomodachi" (オレのトモダチ)                  | 27 de maio de 2015   |
| |                                                                    |                      |
| 09 | "O Meu Amigo e Eu" "Ore to Tomodachi" (オレとトモダチ)             | 3 de junho de 2015   |
| |                                                                    |                      |
| 10 | "A Minha Montanha" "Ore no Yama" (俺の山)                          | 10 de junho de 2015  |
| |                                                                    |                      |
| 11 | "O Meu Oceano" "Ore no Umi" (俺の海)                               | 17 de junho de 2015  |
| |                                                                    |                      |
| 12 | "As Minhas Notas" "Ore no Hensachi" (俺の偏差値)                   | 24 de junho de 2015  |
| |                                                                    |                      |
| 13 | "O Hoje Está em Mim" "Kyō wa Ore no Ogori da" (今日は俺のおごりだ) | 1 de julho de 2015   |
| |                                                                    |                      |
| 14 | "O Meu Azar" "Ore no Jinkusu" (俺のジンクス)                       | 8 de julho de 2015   |
| |                                                                    |                      |
| 15 | "A Minha Namorada" "Ore no Kanojo" (俺の彼女)                      | 15 de julho de 2015  |
| |                                                                    |                      |
| 16 | "O Meu Discípulo" "Ore no Deshi" (俺の弟子)                        | 22 de julho de 2015  |
| |                                                                    |                      |
| 17 | "O Meu Natal" "Ore no Kurisumasu" (俺のクリスマス)                 | 29 de julho de 2015  |
| |                                                                    |                      |
| 18 | "O Meu Aniversário" "Ore no Tanjōbi" (俺の誕生日)                  | 5 de agosto de 2015  |
| |                                                                    |                      |
| 19 | "A Minha Mãe" "Ore no Kaa-chan" (俺のかあちゃん)                   | 12 de agosto de 2015 |
| 20 O Meu Chocolate 21 Uma Carta E Eu 22 A Minha Carta 23 A Minha Folga De Primavera 24 O Meu Coração |                                                                    |                      |